# Joe Bradley
Joseph Loren Bradley, detto Joe (Washington, 24 settembre 1928 – 5 giugno 1987), è stato un cestista statunitense, professionista nella NBA e nella NPBL.

## Palmarès
- Campione NCAA (1946)